# أوران بي. ديفيس
أوران بي. ديفيس هو سياسي كندي، ولد في 25 أبريل 1872 في Simonds Parish, Carleton County, New Brunswick ‏ في كندا، وتوفي في 16 مايو 1960 في فريدريكتون في كندا. نشط حزبياً في الجمعية الليبرالية لنيو برونزويك ‏. وقد انتخب عضو الجمعية التشريعية لنيو برونزويك ‏.